# Dropped-D-Stimmung
Die Dropped-D-Stimmung (auch Drop-D-Stimmung) ist eine Stimmungsvariante für Gitarren. Hierbei wird die erste Saite (E- oder Bass-Saite) gegenüber der Standardstimmung (E – A – d – g – h – e1) um einen Ganzton tiefer gestimmt, d. h. D – A – d – g – h – e1.
Durch diese Stimmung erklingt beim Durchschlagen der offenen Basssaiten der Gitarre ein D-Powerchord (D – A – d). Diese Stimmung ermöglicht es, schnell, sauber und gelenkschonend zwischen Powerchords zu wechseln. Es reicht dazu aus, mit einem beliebigen Finger der Greifhand einen Barré über die Basssaiten zu legen. Da beim Anschlagen der leeren Saiten kein echter Akkord erklingt, ist die Dropped-D-Stimmung keine offene Stimmung im engeren Sinn.
Sie ist besonders für Stücke in D (egal ob Dur oder Moll) geeignet. Die Gitarre klingt voller; ein D-Akkord ist nun mit wenig Mühe über alle sechs Saiten zu spielen. Gegenüber der Standardstimmung ändern sich die Griffe nur wenig. Die erste Saite darf mitunter nicht mitgespielt werden. Eine Variation dieser Stimmung besteht darin, alle Saiten zusätzlich um einen oder mehrere Halbtöne tiefer zu stimmen.
Die Dropped-D-Stimmung wird in der Rockmusik und im Metal eingesetzt, insbesondere in den Bereichen Heavy Metal, Stoner Rock, Crossover, Metalcore und Nu Metal. Ein bekannter klassischer Gitarrist und Komponist, der einen Großteil seiner Stücke in Dropped-D schreibt, war David Qualey.
Der Ursprung des Dropped D-Tunings ist jedoch im Blues zu finden. Das Spiel mit der Bottleneck, einem Glas- oder Metallröhrchen, dem sogenannten Sliding über den ganzen Akkord, erforderte dieses „Herunterstimmen“ der E-Saite.

## Verwandte D-Skordaturen
- D – A – d – g – h – d1 (Double Drop-D)
- D – A – d – g – a – d1 (DADGAD)
- D – A – d – fis – a – d1 (Open D)
- D – A – d – a – a – d1 (nur Grundton, Quinten und Oktaven).

## Grifftabelle
Die Ziffern bezeichnen die Bünde der zu greifenden Saiten; links die Bass-Saite. Mit x bezeichnete Saiten werden nicht angeschlagen.
| A   | x02220 |
| A   | x07650 |
| Am  | x02210 |
| H   | x24442 |
| Hm  | x24432 |
| C   | x32010 |
| D   | 000232 |
| Dm  | 000231 |
| E   | xx2100 |
| Em  | 222000 |
| F   | xx3211 |
| F#  | xx4322 |
| F#m | xx4222 |
| G   | 550003 |